# Pearl River Piano Group
Die Pearl River Piano Group (广州珠江钢琴集团有限公司) ist der größte Hersteller von Klavieren weltweit. In China betreibt er mit seiner Fertigungsstätte im Delta des Perlflusses die größte Klavierfabrik der Erde. Das Unternehmen wurde 1956 in Guangzhou, Guangdong, China gegründet.
Pearl River ist auch die am schnellsten wachsende Klavierhandelsgruppe in den USA und Kanada mit mehr als 300 Händlern (2007). Im Januar 2016 übernahm Pearl River 90 % der Unternehmensanteile der Wilhelm Schimmel Pianofortefabrik mit Sitz in Braunschweig.

## Produktion, Materialien
Pearl River stellt mehr als 120.000 Pianos im Jahr her und exportiert sie in mehr als 80 Länder. Seit 1956 betreibt Pearl River Piano sieben Fabriken in Guangzhou, einschließlich der weltgrößten. Im November 2009 wurde eine neue Holzfertigung eröffnet.

### Fertigungsmerkmale

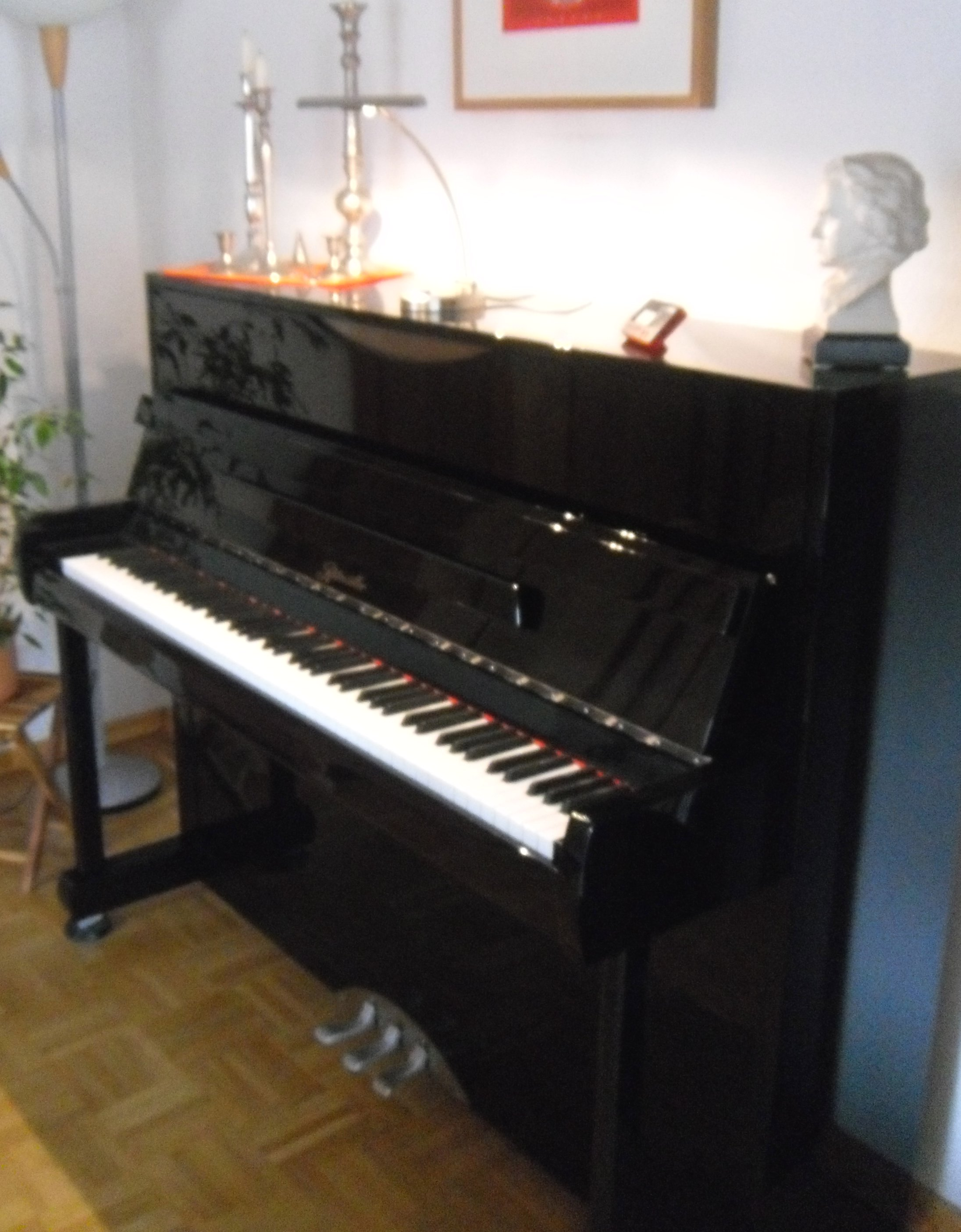
Ritmüller-Klavier von Pearl River Piano

Pearl River-Klaviere haben Gehäuse aus harten Hölzern, Sandguss-Rahmen und Skalen von niedriger Spannung.
Die meisten Klaviere von Pearl River werden als Einsteigerklaviere betrachtet. Jedoch sind einige Modelle mit höherwertigen Spezifikationen und Materialien ausgestattet, etwa die Essex Pianos, eine Marke im Besitz von Steinway & Sons. Um die Produktentwicklung und die Effektivität der Fertigung zu verbessern, automatisierte Pearl River in der Fertigung und installierte CAD-CAM-Technologie. Um die Qualität zu verbessern, stellte man international tätige Berater ein und schloss ein mit 10 Millionen US-Dollar beziffertes Joint Venture mit Yamaha ab. „Wir können gute Management-Konzepte von führenden Unternehmen Japans übernehmen“, sagte Tong Zhi Cheng, der Vorstandsvorsitzende von Pearl River.
Das Unternehmen bringt auch spezielle Pianos heraus, zum Beispiel den „Schmetterlingsflügel“ (Butterfly Grand) mit 198 Zentimetern Länge und in den Farben Silber, Blau und Pink erhältlich. Die ehemalige Göttinger Traditionsmarke Ritmüller wird heute ebenfalls für Klaviere von Pearl River verwendet. Sie markiert Instrumente am oberen Ende der Fertigungs-Palette von Pearl River, jedoch im relativ günstigen Preisbereich.

## Der Name „Pearl River“
Pearl River war bis vor kurzer Zeit in den Vereinigten Staaten kein bekannter Name; der Einstieg in den Klaviervertrieb in den USA erfolgte erst 2000. Seither stiegen die Klavierverkäufe von Pearl River in den USA schnell an, und heute hält Pearl River einen beträchtlichen Marktanteil bei den Klavieren unter 15.000 USD. Pearl River war das erste chinesische Klavierbauunternehmen, das seine Produkte unter dem eigenen Namen vertrieb.

## Andere Instrumente
Pearl River ist auch einer der weltgrößten Gitarren- und Violinen-Hersteller und ein erstrangiger Lieferant der populären Gitarrenmarke „First Act“, die bei der Kette Target stores gefunden wird. Das Unternehmen verkauft weltweit auch Schlagzeuge und Blechblasinstrumente.
In China produziert Pearl River Gitarren unter dem Handelsnamen „Kapok Guitar“ (红棉).

### OEM-Lieferant
Die drei größten Klaviereinzelhandelsketten in den USA wählten Pearl River als ihren Fertiger aus: Jordan Kitts Music, Sherman Clay und Schmitt Music. Diese drei Anbieter nutzen ihre eigenen Markennamen (Henry F Miller, Christofori) an der Front der Klaviere und nutzen in Einzelfällen kleine Modifikationen im Vergleich zu den Pearl-River-Klavieren, die von Ontario, Kanada aus vertrieben werden.

### Verbindungen zu Yamaha und Steinway

#### Yamaha
Yamaha ging mit Pearl River 1995 ein Joint Venture ein, um eine Fabrik für den chinesischen Markt zu bauen, diese steht östlich von Guangzhou in einer Entwicklungszone, ca. 50 Kilometer von der Pearl-River-Fabrik entfernt.
Diese Fabrik produziert zwei Modelle für Pearl River: das UP125M1 und das Ritmüller UP126R. Ritmüller ist ein Markenname, der heute Pearl River gehört. Ritmüller-Klaviere haben ein verbessertes Gehäuse, einen anderen Rahmen, bessere Filze und verschiedene andere Spezifikationen des Skalen-Designs. Beide Produktlinien werden in den Vereinigten Staaten im Klaviereinzelhandel vermarktet.
Nachdem Pearl River die Produktionsprozesse von Yamaha erlernt hatte, löste es die Eigentümerschaft von Yamaha mit Unterstützung der chinesischen Regierung auf. Obwohl Pearl Rivers Marketing behauptet, dass die Klaviere „Designed by Yamaha“ seien, haben die beiden Unternehmen keine weitere Partnerschaft, und die Klaviere von Pearl River haben nun keine Verbindung mehr mit Yamaha.

#### Steinway & Sons
Pearl River stellt auch drei Modelle für Steinways „Essex“-Serie her: zwei Flügelmodelle und ein Klaviermodell.
Am 1. Mai 2005 kündigten Steinway & Sons und Pearl River gemeinsam die Unterzeichnung eines Abkommens an. Die Unternehmen begannen eine neue Serie von Essex-Pianos zu entwickeln, die Konstruktion übernahm Steinway für die Tochtergesellschaft „Boston Pianos“, die Fertigung ist bei Pearl River in Guangzhou angesiedelt. Die neue Linie der Pianos kam im Frühjahr 2006 auf den Markt, dies war die erste Fertigungs-Aktivität von Steinway in China und die erste OEM-Auftragsfertigung von Pearl River für ein westliches Klavierbauunternehmen.